# Eschbourg
Eschbourg é uma comuna francesa na região administrativa de Grande Leste, no departamento Baixo Reno. Estende-se por uma área de 14,11 km². Em 2010 a comuna tinha 484 habitantes (densidade: 34,3 hab./km²).